# 후세인 엘 샤페이

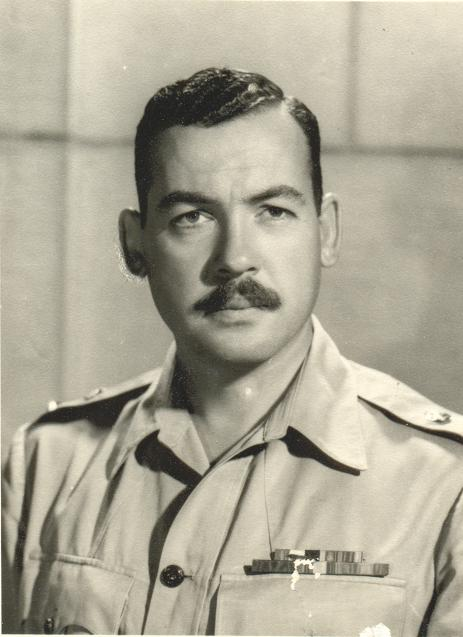
후세인 엘 샤페이.

후세인 마무드 하산 엘 샤페이(아랍어: حسين محمود حسن الشافعي, 1918년 2월 2일 ~ 2005년 11월 18일)는 1952년 이집트 혁명에 가담한 군인이었으며, 이집트의 부통령이었다.
1918년 이집트의 탄타에서 태어났으며, 1938년 이집트 사관학교를 졸업했다. 1952년 혁명에 가담했고, 1954년 국방부장관에 임명되었으며, 시리아와의 통합 이후에는 노동부장관에 임명되었다.1961년 가말 압델 나세르가 엘 샤페이를 부통령으로 임명했고, 1971년 안와르 사다트가 다시 부통령으로 임명했다. 1975년 부통령의 자리에서 물러났다.
2005년 11월 18일 이집트 카이로에서 87세의 나이로 사망했다.